# قتل بعدو الفرس
قتل بعدو الفرس (بالإنجليزية: Murder at the Gallop) هو فيلم لعام 1963 وهو الثاني من أصل سلسلة من أربعة أفلام للآنسة ماربل التي أدلى بها مترو غولدوين ماير. وتستند على رواية بعد الجنازة التي كتبتها أجاثا كريستي، وقد لعبت مارغريت روثرفورد دور الآنسة جين ماربل. الفيلم قد غير شخصية بطل الرواية الأصلية والذي هو هيركيول بوارو بدلًا من الآنسة ماربل

## طاقم التمثيل
- مارغريت روثرفورد بدور الآنسة ماربل
- سترينجر ديفيس بدور السيد سترينجر
- روبرت مورلي بدور هيكتور إندربي
- فلورا روبسون بدور الآنسة ميلكريست
- باد تينجويل بدور المفتش كرادوك
- جوردون هاريس بدور الرقيب بايكون
- روبرت أوركهارت بدور جورج كروسفيلد
- كاتيا دوغلاس بدور روزاموند شين
- جيمس فلير بدور مايكل شين، زوج روزاموند ل
- نويل هوليت بدور السيد ترنديل
- فينلي كوري بدور أولد إندربي
- دنكان لامونت بدور هيلمان
- كيفن ستوني بدور الدكتور ماركويل
- فرانك أتكينسون بدور حارس الفندق الليلي
- روجر أفون بدور مصور الشرطة

## روابط خارجية
- قتل بعدو الفرس على موقع IMDb (الإنجليزية)
- قتل بعدو الفرس على موقع روتن توميتوز (الإنجليزية)
- قتل بعدو الفرس على موقع نتفليكس (الإنجليزية)
- قتل بعدو الفرس على موقع قاعدة بيانات الأفلام العربية
- قتل بعدو الفرس على موقع ألو سيني (الفرنسية)
- قتل بعدو الفرس على موقع Turner Classic Movies (الإنجليزية)
- قتل بعدو الفرس على موقع أول موفي (الإنجليزية)
- قتل بعدو الفرس على موقع فيلمافينيتي (الإسبانية)
- قتل بعدو الفرس على موقع قاعدة بيانات الأفلام السويدية (السويدية)
- قتل بعدو الفرس على موقع قاعدة بيانات الفيلم (الإنجليزية)